# Roger Alton
Roger Alton (* 20. Dezember 1947 in Oxford) ist ein britischer Journalist. Er war Herausgeber des Observer, des Independent und der Times (executive editor).

## Leben
Roger Alton besuchte das Clifton College in Bristol und absolvierte ein Studium am Exeter College in Oxford. Seine erste Station bei einer Zeitung war 1969 bei der Liverpool Post. 1974 kam er zum Guardian und betreute nacheinander die Ressorts Nachrichten, Sport, Kunst. 1999 wurde er Herausgeber des Wochenendmagazins des Guardian. 1998 wechselte er als Herausgeber zum Observer und nach zehn Jahren zum Independent, ebenfalls als Herausgeber. Von 2010 bis 2015 war er Executive editor der Times.
Alton schreibt seit 2008 eine Sportkolumne für den Spectator.

## Privates
Alton war in erster Ehe mit der Schauspielerin Helen Lederer (* 1954) verheiratet. Ihre gemeinsame Tochter ist die Schauspielerin Hannah Lederer (* 1990).